# 闵鹿蕾
闵鹿蕾（1963年8月1日—），北京市人，中国篮球教练员。曾经于1982年至1997年效力于北京篮球队，司职主力后卫，并曾经入选过国家队。1997年退役后，接过前任主教练袁超的教鞭，执掌北京首钢男篮至今，并于2012年、2014年和2015年三度率队获得CBA总冠军。
现为北京控股主教练。

## 职业生涯
由于闵鹿蕾的篮球职业生涯大部分是在中国男子篮球职业化之前，所以相关的具体数据难以统计。1982年，时年十九岁的闵鹿蕾进入北京男篮。他身高并不出众，但是其稳健的球风深得北京队教练袁超的青睐。经过他的不懈努力，他很快成长为北京男篮的核心控球后卫。由于在联赛和全运会上有不俗的表现，他也几次被招入国家队，但始终难以得到先发的位置。
闵鹿蕾是单涛、孟克·巴特尔和张云松等球员的师兄，这几位球员也是在他的言传身教下逐渐成熟的。随着年龄的增长，闵鹿蕾逐渐从北京队主力球员的位置上消失，他也很快考取了相关教练员资质证书。1997年，他正式宣布退役，并接过了北京首钢男篮主教练的教鞭。

## 教练生涯
闵鹿蕾的教练生涯并不是一帆风顺，但是，他执教一支球队长达13个赛季也算是一个不可忽视的记录。
在他执教北京队的12个赛季中，北京队一共获得两次季军、三次殿军的成绩。其中，这五次进入四强的好成绩，无一例外的是与球队曾经当打的核心，后效力于新疆广汇队的巴特尔的出色发挥有关；而在没有巴特尔的赛季里，北京队甚至难以进入季后赛。因此，闵鹿蕾的执教能力也受到了部分北京球迷的质疑。另外，他在场上的执教风格稍显缺乏风度，也受到部分球迷的调侃。
但是，作为中国篮协重点培养的青年教练之一，闵鹿蕾还是得到不少学习锻炼的机会。他曾经出任CBA全明星赛其中一方的主教练。2000年悉尼奥运会时，他出任国家队助理教练，辅佐蒋兴权指导；2004年雅典奥运会前，再度出任国家男篮助理教练，辅佐哈里斯，但最后因为名额有限，未能随队出征雅典。2005年他又成为了尤纳斯的助教。其间，他也多次赴美国进修学习篮球教练相关知识。
2009年初，一向在教练方面没有任何大动作的北京首钢篮球俱乐部突然宣布，引进前金州勇士队助教蒙克里夫出任球队顾问。从某种层面上讲，在球队力争冲进当季季后赛的背景下，这也给闵鹿蕾的执教增添了些许压力。但他本人则宣称“与外教合作愉快”。
2010年，闵鹿蕾赴美学习一年，期间北京金隅男篮由蒙克里夫和袁超代为执教。2010-2011赛季，闵鹿蕾又重新执掌北京男篮的教鞭。
2011/12、2013/14以及2014/15三个赛季，在球队领袖斯蒂芬·马布里的辅佐下，闵鹿蕾率队三夺中国男子篮球职业联赛总冠军，且完成首度二連霸。
2023年9月，闵鹿蕾时隔6年再度出山出任同城球队北京控股主教练。。

## 篮球家庭
受到闵鹿蕾的耳濡目染，他的儿子闵伟凡也酷爱篮球，曾经是北京八中、北京四中校队成员。2006年，闵伟凡曾经参加了“美国之路———2006李宁·美国篮球学院青少年篮球选秀营”，获得一定好评；目前闵伟凡在北京体育大学读书，并效力于该校篮球队。